# Garçon
Pour les articles homonymes, voir Garçon (homonymie).

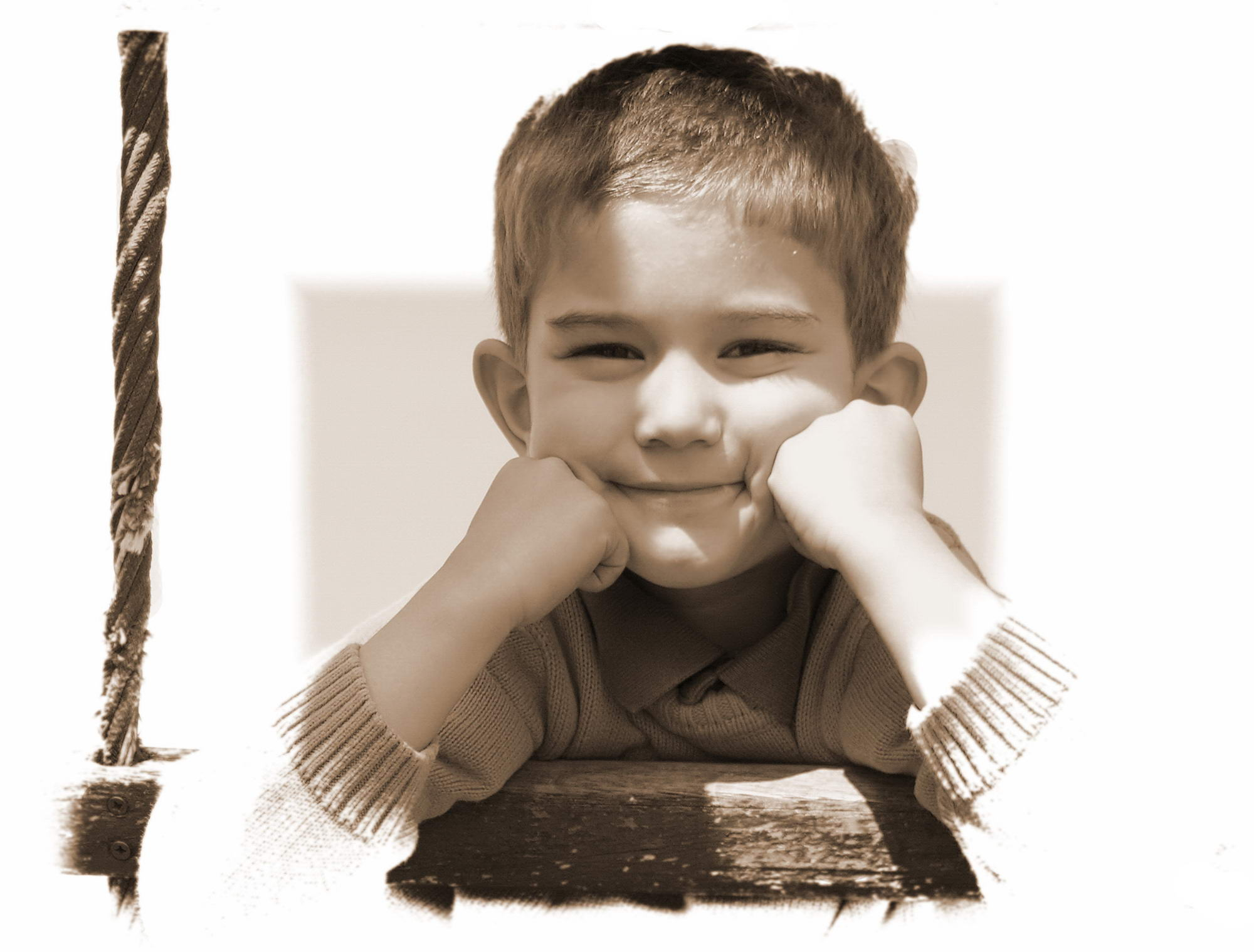
Un jeune garçon.

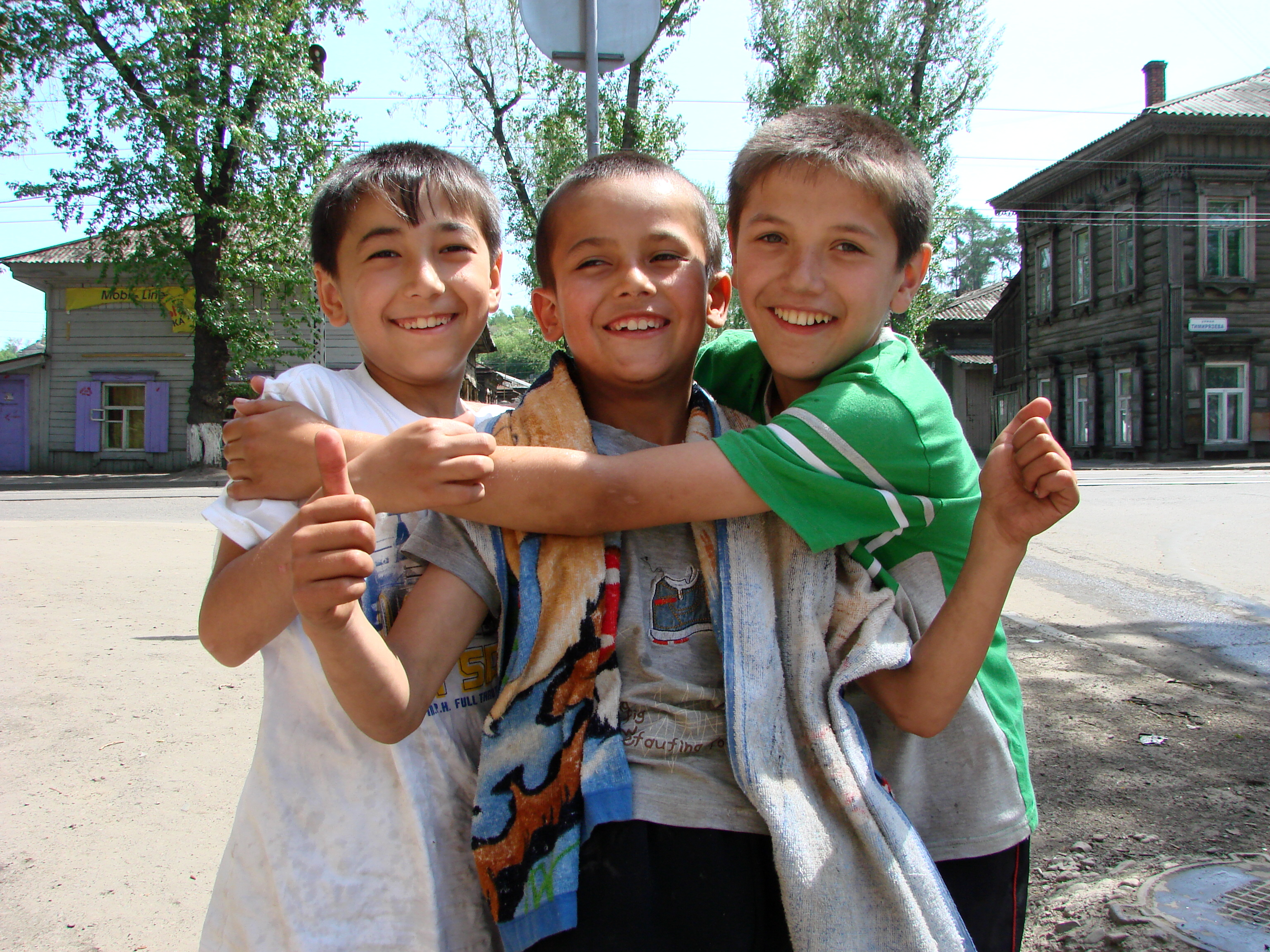
Trois garçons à Irkoutsk.

Garçon est un terme polysémique désignant un jeune être humain de sexe ou de genre masculin n'ayant pas encore atteint le statut d'homme, que ce statut résulte, selon les époques et les sociétés, de l'âge ou de l'état non marital.

## Autres significations

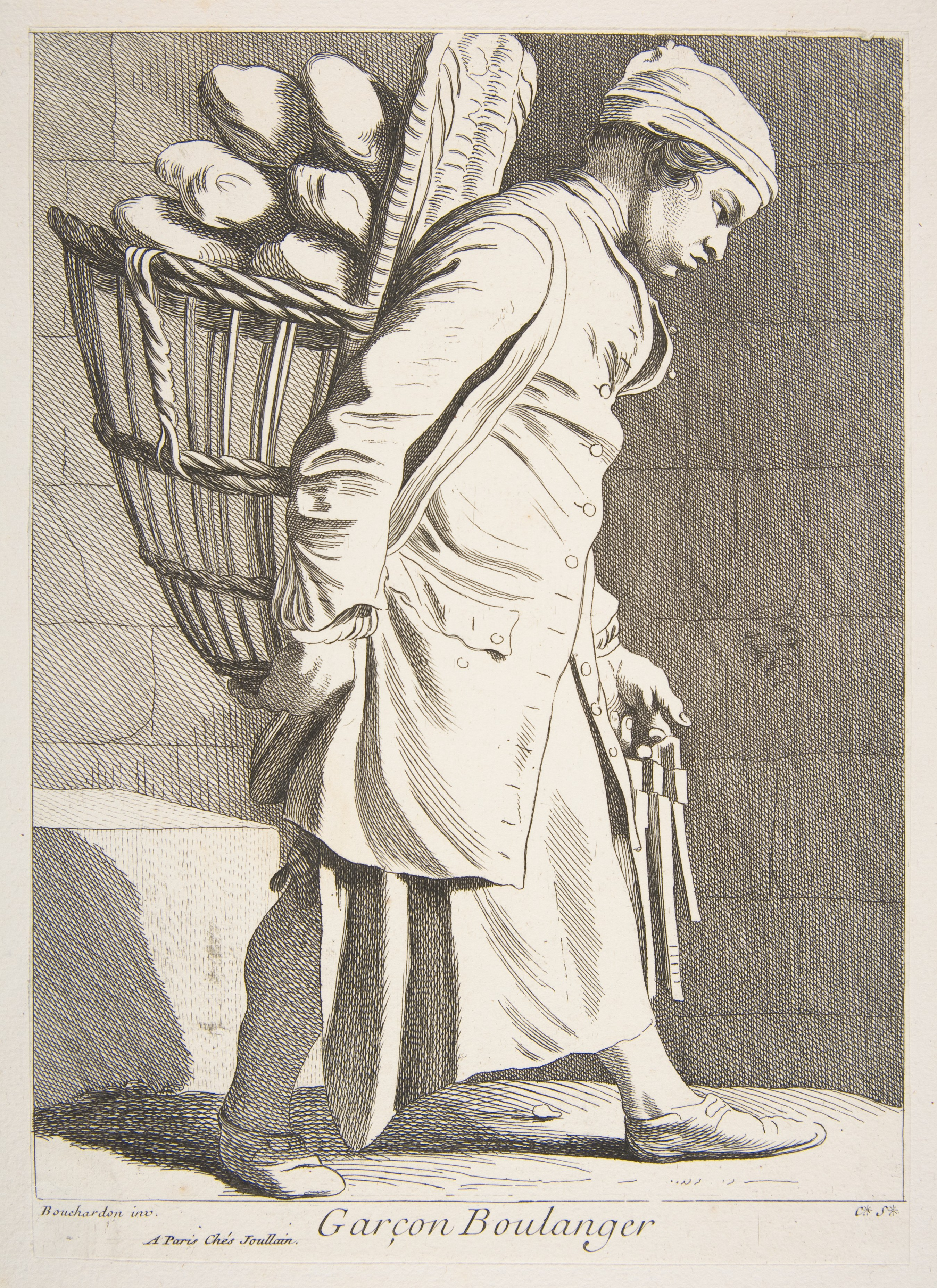
Garçon boulanger (étude prise dans le bas peuple), 1746.

De manière générale, il est utilisé pour qualifier toute personne de sexe ou de genre masculin, de même que son ancien cas sujet gars.
Un garçon désigne aussi un apprenti ou employé subalterne : garçon boucher, garçon de bureau, serveur dans un café ou dans un restaurant.
Un petit garçon ou garçonnet est un enfant de sexe ou de genre masculin qui n'est plus bébé.
L'expression grand garçon est généralement une flatterie adressée à un petit enfant, ou bien un trait d’humour désignant un homme mûr plutôt fragile.
Un jeune garçon est un adolescent, tandis que vieux garçon est synonyme d'homme adulte célibataire.
Un brave garçon est un homme bon ; au sens péjoratif : gentil, mais peu dégourdi. La locution mauvais garçon est, quant à elle, réservée aux hommes peu honnêtes.
Notons aussi la garçonne, terme popularisé entre les deux guerres mondiales, d'après le roman éponyme de Victor Margueritte, d'où le sens de « jeune fille espiègle dont le caractère comporte des traits typiquement masculins ».
Un boys band est un groupe de musique constitué de garçons. Les Beatles étaient surnommés Quatre garçons dans le vent.
Garçonnier(ère), en tant qu'adjectif, signifie « qui a l'air d'un garçon », ou « qui concerne les garçons ». En tant que nom commun, une garçonnière est aussi le logement d'un homme célibataire, qui n'est pas forcément son lieu d'habitation principal, mais où il amène, notamment, ses amis les plus intimes et ses conquêtes amoureuses.
Le terme garçon peut également être utilisé pour désigner un jeune individu trans* de genre masculin.

## Étymologie
Le terme garçon est connu par une première attestation en 1100 au sens de « valet de rang social inférieur notamment à l'armée, à la cuisine, à la chasse… » dans la Chanson de Roland. Originellement, un garçon est l'enfant d'un rang social moindre que celui du valet, enfant mâle noble, alors que l'âge est déterminé par deux autres termes : bacheler (bachelier) et damoiseau. Cependant, son ancien cas sujet garz (gars) est  déjà attesté au sens d'« enfant du sexe masculin, jeune homme » dès 1170.
En tout cas, les premiers sens du terme sont nettement péjoratifs, garz vers 1130 signifie « goujat, misérable, lâche (terme d'injure) » dans Gormont et Isembart, ainsi que son féminin garce (vers 1165), resté injure en français moderne.
Garçon est donc l'ancien cas régime masculin de gars, la désinence -on est certes d'origine latine (Cicero, -one, Cicéron), mais son emploi est influencé par le germanique (-o / -an). Elle concerne aussi bien les noms communs que les noms propres, ainsi trouve-t-on en ancien français le cas sujet ber / cas régime baron, le nom propre Yves / Yvon, etc., mots d'origine germanique également. Il en est de même pour gars / garçon, dont l'étymologie germanique *wrakkjo « vagabond » est justifiée par la forme, le sens et la géographie linguistique. En effet, outre la déclinaison évoquée ci-dessus, les termes commençant par la syllabe ga(r)- ont le plus souvent cette origine (quand ils ne sont pas empruntés au normanno-picard ou à l'occitan) cf. garer, garder, garnir, etc. En revanche, les mots d'origine, le plus souvent, latine en ga- ont régulièrement abouti à ja- en français par palatalisation du groupe /ga/. En outre, les termes péjoratifs désignant l'individu sont souvent d'origine germanique, les exemples les plus connus étant les suffixes -ard / -aud caractéristiques des anciens prénoms les plus courants (cf. Richard, Bernard, Gérard, Renaud, etc.) qui ont fini par s'appliquer à des adjectifs dépréciatifs (soulard, lourdaud, etc.). Enfin, gars / garçon est propre au gallo-roman ; dans les autres langues romanes, il s'agit d'un emprunt à la langue d’oïl (ex. : italien garzone « apprenti » ; espagnol garzón « serveur » éventuellement « jeune homme » cf. garçon de café).
L’étymon primitif est vraisemblablement le vieux bas francique *wrakkjo « vagabond », restitué d'après le vieux haut allemand hrechjo « fugitif, banni », le vieil anglais wrecca « fugitif, malheureux », le moyen néerlandais recke « banni », l'anglais wretch « malheureux, scélérat », l'allemand Recke « héros ». Le cas régime *wrakkjone est devenu *warkjóne avec la métathèse de [r]. Cette étymologie est aussi justifiée par la forme latinisée waracionem, attestée au VIIe siècle. De manière régulière le WAR- du gallo-roman est passé à [gʷar], puis à [gar] : cf. garer, garder, garnir.

## Culture et rôles des genres
Le terme « Garçon », évoluant dans un contexte socioculturel, désigne également un jeune être humain de genre masculin n'ayant pas encore atteint le statut d'homme. Les facteurs biologiques ne sont pas, dans certaines circonstances, des déterminants suffisants pour savoir si une jeune personne se considère — ou est considérée — comme un garçon.
La société contribue à faire apprendre aux garçons leurs rôles genrés. Parmi eux, certains les intègrent et les acquièrent, alors que d'autres non, voire les rejettent. Dans son ouvrage Un garçon comme vous et moi, l'historien Ivan Jablonka analyse sa "garçonnité" dans les années 1980 et les années 1990, qui va du football aux jeux vidéo (avec un joystick, possiblement symbole de phallus), en passant par certains dessins animés comme Goldorak ou encore la pornographie. Cette déconstruction contribue à faire comprendre sa "condition juvénile de pré‐homme", ou comment il a "intériorisé les codes de sa culture sexuée" en tant que garçon.
Les personnes intersexes, qui ont des caractéristiques physiques ou génétiques jugées mixtes ou atypiques, peuvent utiliser d'autres critères pour établir une détermination claire. Il existe ainsi, par exemple, des garçon trans*, qui présentent des caractéristiques physiques dites « féminines », mais qui s'identifient comme des garçons. Il existe, suivant les pays et les cultures, différentes définitions sociales, juridiques et individuelles en ce qui concerne ces questions.

## Biologie et anatomie

### Puberté
Chez le garçon, la puberté, dont la durée varie d'un individu à l'autre, commence généralement vers 11 ans. Pendant cette période, la taille de l'individu augmente d'environ 10 cm par an, au cours de la phase V de l'échelle de Tanner. Les organes génitaux, pénis et testicules, se développent, et la pilosité pubienne, la barbe, la moustache ainsi que les premières éjaculations — provoquées ou non — apparaissent. Enfin, la voix du jeune garçon mue d'environ une octave plus grave que sa voix d'enfant, et les premiers désirs sexuels naissent sur le plan psychologique.

## Le garçon dans l'art

### L'époque moderne
Certains artistes ont consacré une part importante, voire quasi exclusive, de leur œuvre à la représentation graphique des garçons. On peut citer en particulier :
- Don Gene Bell (peintre, États-Unis)
- Karel Egermeier (photographe, France)
- Bernard Faucon (photographe, France)
- Wilhelm von Gloeden (photographe allemand, Italie)
- Gaston Goor (peintre et sculpteur, France)
- Michel Gourlier (dessinateur, France)
- Pierre Joubert (dessinateur, France)
- Jos Le Doaré (photographe, France)
- Jean-François Le Saint (peintre, France)
- Otto Lohmuller (peintre, Allemagne)
- Will McBride (photographe et sculpteur, Allemagne)
- Robert Manson (photographe, France)
- Guglielmo Plüschow (photographe, Allemagne)
- Norman Rockwell (dessinateur, États-Unis)
- Sydney Smith (dessinateur, États-Unis)
- Mike Tedder (graphiste)

## Œuvres

### Littérature
- Les Garçons, roman de Henry de Montherlant, 1969
- Le Garçon, roman de Marcus Malte, 2016 – prix Femina
- Un garçon comme vous et moi, livre d'Ivan Jablonka, Seuil 2020, Paris.

### Chanson
- Petit Garçon, chanson de Roger Miller, 1967
- Garçon, chanson de Koxie, 2007

### Cinéma
- Un garçon, film de Philippe Lioret, 2016
- Le Garçon', film de Zabou Breitman et Florent Vassault, 2023

## Religions et garçons
Les garçons occupent une place importante dans les cultes de certaines religions. Parfois, les divinités sont représentées comme des garçons, impubères ou adolescents selon le cas.

### Bouddhisme
- Jizo ou Kshitigarbha

### Polythéisme
- Petits prêtres grecs
- Camilles romains
- Dieux-garçons hindous : Krishna, Murugan

### Monothéismes
- Les garçons dans la Bible hébraïque
- Apparitions d'un garçon au prophète de l'islam Mahomet
- Acolytes et choristes des cérémonies catholiques
- Jeunes saints